# 장자크 골드만
장자크 골드만(Jean-Jacques Goldman, 1951년 10월 11일 ~ )은 프랑스의 싱어송라이터이다.